# Spruce Hill Brook
Der Spruce Hill Brook ist ein Wasserlauf in West Sussex, England. Er entsteht im Buchan Country Park südwestlich von Crawley.  Er fließt in nördlicher Richtung bis zu seiner Mündung in den Ifield Mill Pond. Er vereinigt sich mit dem Bewbush Brook kurz vor seiner Mündung in den Ifield Mill Pond.